# Owning Mahowny
Owning Mahowny is een Amerikaans-Canadese misdaad/dramafilm uit 2003, geregisseerd door Richard Kwietniowski en geproduceerd door Andras Hamori en Seaton McLean. De hoofdrollen worden vertolkt door Philip Seymour Hoffman, Minnie Driver en Maury Chaykin.

## Verhaal
Dan Mahowny (Philip Seymour Hoffman) is een onopvallende bankmanager in Toronto. Hij leeft bescheiden en heeft een relatie met Belinda (Minnie Driver), een lief, onopvallend meisje dat ook bij de bank werkt. Niemand weet dat Mahowny een dubbelleven leidt. Hij heeft een gokprobleem. Zijn positie bij de bank stelt hem in staat miljoenen te verduisteren van zijn werkgevers om zijn behoeftes te financieren. Zijn bazen en klanten hebben een rotsvast vertrouwen in de saaie, maar degelijke Mahowny. Casinobaas Foss (John Hurt) vindt in Mahowny de perfecte klant. Belinda blijft echter hopen op een gezamenlijke, romantische toekomst. Mahowny's nachtelijke avonturen krijgen steeds meer de overhand en zijn gedrag trekt de aandacht van de politie. Hoelang kan Mahowny zijn goklust blijven uitleven zonder te worden gepakt? Owning Mahowny is gebaseerd op het waargebeurde verhaal van de grootste eenmansbankfraude uit de Canadese geschiedenis.

## Rolbezetting
| Acteur                 | Personage          |
| ---------------------- | ------------------ |
| Philip Seymour Hoffman | Dan Mahowny        |
| Minnie Driver          | Belinda            |
| Maury Chaykin          | Frank Perlin       |
| John Hurt              | Victor Foss        |
| Sonja Smits            | Dana Selkirk       |
| Ian Tracey             | Detective Ben Lock |
| Roger Dunn             | Bill Gooden        |
| Jason Blicker          | Dave Quinson       |
| Chris Collins          | Bernie             |
| Matthew Ferguson       | Martin             |
| Janine Theriault       | Maggie             |
| Conrad Dunn            | Edgar              |
| Eric Fink              | Psycholoog         |
| Mike 'Nug' Nahrgang    | Parkeerwachter     |
| Tanya Henley           | Teller             |
| Brona Brown            | Teller             |
| Philip Craig           | Briggs             |
| Michael Caruana        | Alex Retsnor       |
| Gary Brennan           | Man in Ice Rink    |
| Tannis Burnett         | Mary de Teller     |
| Steve Cumyn            | Waarnemer #1       |
| Tony Munch             | Waarnemer #2       |
| Lorn Eisen             | Blackjack Dealer   |
| M.J. Kang              | Secretaris         |